# Epicadus tigrinus
Epicadus tigrinus es una especie de araña cangrejo del género Epicadus, familia Thomisidae. Fue descrita científicamente por Machado, Teixeira & Lise en 2018.

## Distribución
Esta especie se encuentra en América Central: Costa Rica y Panamá.

## Taxonomía
Fue descrita por Machado, Teixeira & Lise en 2018.
Tratamiento taxonómico
La especie aparece registrada y publicada en There and back again: More on the taxonomy of the crab spiders genus Epicadus (Thomisidae: Stephanopinae). Zootaxa 4382(3): 501–530.